# Гришин, Александр Алексеевич
Александр Алексеевич Гришин (20 августа 1914, село Кузьминское, Рязанская губерния — 24 июля 1980) — помощник командира взвода 327-го гвардейского стрелкового полка 128-й гвардейской стрелковой дивизии 1-й гвардейской армии 4-го Украинского фронта, гвардии старшина — на момент представления к награждению орденом Славы 1-й степени.

## Биография
Родился 20 августа 1914 года в селе Кузьминское Кузьминской волости Рязанского уезда Рязанской губернии (ныне село Кузьминское Рыбновского района Рязанской области). Русский. Член ВКП/КПСС с 1944 года. В 1921 году вместе с семьей переехал в город Актюбинск. Здесь в 1930 году окончил 7 классов, начал работать киномехаником. В 1935 году окончил курсы звукового кино в городе Ленинграде. Работал старшим киномехаником в кинотеатре города Актюбинска.
В мае 1940 года был призван в ряды Красной Армии Актюбинским горвоенкоматом. На фронте в Великую Отечественную войну с октября 1942 года. Боевое крещение получил под городом Туапсе. Принял участие в освобождении Северного Кавказа и Таманского полуострова. За отличные боевые действия командир отделения Гришин был награждён медалями «За боевые заслуги» и «За отвагу». Старшина роты гвардии старший сержант Гришин особо отличился при освобождении Крыма.
В начале мая 1944 года в одном из боев на подступах в городу Севастополю он уничтожил из автомата более 10 вражеских солдат. Был контужен. Придя в себя, увидел рядом двух тяжелораненых и, превозмогая боль, вынес их вместе с оружием из-под обстрела. За этот бой был представлен к награждению орденом Славы. 12 мая 1944 года старшина Гришин принял участие в отражении одной из последних контратак противника, прижатого к морю на мысе Херсонес. Огнём из ручного пулемёта сразил 8 противников и подавил 2 огневые точки. Приказом от 15 июня 1944 года за мужество и отвагу проявленные бою гвардии старший сержант Гришин Александр Алексеевич награждён орденом Славы 3-й степени. Приказом от 30 августа 1944 года за смелость, находчивость, мужество и отвагу, проявленные при освобождении Крыма, гвардии старший сержант Гришин Александр Алексеевич награждён орденом Славы 2-й степени.
После разгрома противников в Крыму дивизия, в которой воевал Гришин, была переброшена в Польшу. В апреле 1945 года участвовал в наступлении на Моравско-Островском направлении. 15-20 апреля 1945 года в боях в районе населенного пункта Гожице гвардии старшина Гришин личным примером воодушевлял бойцов, в критический момент боя заменил выбывших из строй командира взвода, а затем и командира роты. Своими действиями способствовал выполнению боевой задачи подразделением и обеспечил взятие высоты. В течение пяти дней боец командовал ротой.
Указом Президиума Верховного Совета СССР от 29 июня 1945 года за исключительное мужество, отвагу и бесстрашие, проявленные на заключительном этапе Великой Отечественной войны в боях с вражескими захватчиками гвардии старшина Гришин Александр Алексеевич награждён орденом Славы 1-й степени. Стал полным кавалером ордена Славы.
В сентябре 1945 года А. А. Гришин был демобилизован. Вернулся в город Актюбинск. До выхода на пенсию работал заместителем управляющего областной конторы кинопроката. Умер 24 июля 1980 года.
Награждён двумя орденами Красной Звезды, орденами Славы 3-х степеней, медалями.
Его имя носит улица в городе Актюбинске.